# دافني بروكس
دافني بروكس (بالإنجليزية: Daphne Brooks)‏ هي أستاذة جامعية أمريكية، ولدت في 16 نوفمبر 1968.